# 李孝本
李孝本（8世纪—835年），唐朝宗室官员。
李孝本中第进士。官至刑部郎中，依附李训、郑注，舒元舆为相，李训用他知台杂，权知御史中丞事。参预李训诛杀宦官之密谋。甘露之变，李孝本从人在殿廷杀内官十余人。事败，单骑投奔郑注。抵达咸阳西原，被追骑所捕，被族诛。因为李训、郑注被族灭的有十一家，人以为冤。

## 延伸阅读
[在维基数据编辑]
 《舊唐書/卷169》，出自刘昫《舊唐書》